# Krifate
Krifate (franska: Krifate (CR), Krifate (Commune Rurale), arabiska: اهل مربع) är en kommun i Marocko.   Den ligger i provinsen Fquih Ben Salah och regionen Béni Mellal-Khénifra, 160 km söder om huvudstaden Rabat. Antalet invånare är 34 064.